# Хаджинов, Михаил Иванович
Михаи́л Ива́нович Хаджи́нов (28 сентября (10 октября) 1899, село Мангуш ныне посёлок Мангушского района Донецкой области, Украина — 21 ноября 1980, Краснодар) — советский генетик, растениевод и селекционер.
Герой Социалистического Труда (1966), академик ВАСХНИЛ (1966), заслуженный деятель науки РСФСР (1970), доктор сельскохозяйственных наук (1965), лауреат Ленинской премии (1963).

## Биография
Родился 28 сентября (10 октября) 1899 года в селе Мангуш ныне посёлок Мангушского района Донецкой области (Украина). Грек.
С 1900 года жил в городе Мариуполь (Донецкая область). В 1918 году окончил Мариупольскую мужскую гимназию.
В 1918—1922 годах работал в городском совете делопроизводителем и инструктором по охране труда, секретарём санитарно-эпидемиологического отдела Мариупольского военно-санитарного управления, помощником заведующего семенным складом Союза сельскохозяйственных кооперативов.
В 1925—1926 годах — счётчик сортосети Украинского общества семеноводства.
В 1926 году окончил Харьковский сельскохозяйственный институт. В 1926—1929 годах работал на опытной станции, организованной под Харьковом профессором Н. Н. Кулешовым.
С 1929 года — лаборант Всесоюзного института прикладной ботаники и новых культур в Ленинграде (с 1930 года — Всесоюзный научно-исследовательский институт растениеводства), с 1932 года — старший научный сотрудник отдела генетики этого института. По поручению Н. И. Вавилова проводил ответственные исследования по наследственным признакам кукурузы. В его распоряжении находился богатейший совершенно уникальный материал этого растения — свыше 13.000 образцов, собранных во многих странах и привезённых в Россию Н. И. Вавиловым и его помощниками.
В 1931 году независимо от американца М. Родса открыл у кукурузы так называемую цитоплазматическую мужскую стерильность (бесплодие), то есть отсутствие нормальной пыльцы в кукурузных метелках (султанах). Данное открытие в 1950-е годы сыграло важную роль в распространении гибридной кукурузы и переходе на новую качественную форму селекции. М. И. Хаджинов добился, чтобы метёлки не пылили. Это была техническая революция, освобождающая ручной труд, применяемый в посевах семенной кукурузы.
В конце 1940 года, после ареста Н. И. Вавилова, был вынужден покинуть Ленинград и переехать на Кубань. С 1941 года работал старшим научным сотрудником, заведующим группой селекции кукурузы Краснодарской селекционной станции.
Во время Великой Отечественной войны продолжал свои опыты в Южном Казахстане. В 1944 году с сотрудниками кропотливо восстанавливал сорта и линии кукурузы, которые удалось чудом сохранить. Весной 1945 года занялся селекцией гибридов.
После возвращения из эвакуации вновь работал заведующим группой селекции кукурузы Краснодарской селекционной станции (с 1954 года — Краснодарский научно-исследовательский институт сельского хозяйства). С 1956 года — заведующий отделением селекции и семеноводства кукурузы Краснодарского научно-исследовательского института сельского хозяйства (с 1973 года — имени П. П. Лукьяненко).
Разрабатывал теоретические основы селекции и семеноводства кукурузы. Вывел более 20 высокопродуктивных сортов и гибридов кукурузы, 14 из которых — методом межлинейной гибридизации. Открыл явление цитоплазматической мужской стерильности у кукурузы, что позволило разработать принципиально новый метод создания высокопродуктивных гибридов. Использование этого генетического фактора в семеноводстве кукурузы, сорго и других сельскохозяйственных культур позволило коренным образом преобразовать их семеноводство и перевести его на стерильную основу. М. И. Хаджинову принадлежит приоритет в разработке метода создания стерильных аналогов самоопылённых линий и сортов, а также аналогов линий-восстановителей фертильности на стерильной основе. Разработал модели форм суперлизиновой кукурузы с повышенным содержанием белка, лизина и триптофана. Вёл работы по селекции раннеспелых гибридов, рекуррентному улучшению популяции, использованию гаплоидии для ускоренного получения гомозиготных линий, селекции на иммунитет к стеблевым гнилям и кукурузному мотыльку, по улучшению переваримости силосной массы путём использования низколигниновых мутантов.
За большой вклад в сельскохозяйственную науку и создание новых сортов кукурузы Указом Президиума Верховного Совета СССР в 1966 году Хаджинову Михаилу Ивановичу присвоено звание Героя Социалистического Труда с вручением ордена Ленина и золотой медали «Серп и Молот».
Последние годы жизни, наряду с получением новых гибридных форм кукурузы, занимался вопросами повышения в зёрнах лизина (аминокислоты, входящей в состав белка, применяемой для обогащения кормов и продуктов питания) и масличности, столь необходимых компонентов в пище для нормальной жизнедеятельности, и достиг обнадёживающих результатов.
Под руководством и при участии М. И. Хаджинова было создано и районировано свыше 20 гибридов кукурузы: Буковинский ЗТВ, Краснодарский-1/49, Краснодарский-4, Краснодарский-5, Краснодарский ПГ-303, Краснодарский 82ВЛ, Краснодарский 229 ТВ, Краснодарский 303 ТВ (СВ), Краснодарский 309 ТВ, Краснодарский 362 ТВ (СВ), Краснодарский 381 ВЛ, Краснодарский 436 МВ, Краснодарский 440 МВ.
В 1972—1977 годах — вице-президент Всесоюзного общества генетиков и селекционеров имени Н. И. Вавилова. С 1977 года — президент секции кукурузы и сорго Европейской ассоциации генетиков и селекционеров растений.
Жил в Краснодаре. Умер 21 ноября 1980 года, похоронен на Славянском кладбище в Краснодаре.

## Память

Памятник на могиле М. И. Хаджинова

- В Краснодарском НИИ сельского хозяйства открыта комната-музей М. И. Хаджинова и установлена мемориальная доска[4].
- Его имя носит одна из улиц Краснодара.

## Награды и звания
- Герой Социалистического Труда (23.06.1966).
- Четыре ордена Ленина (23.06.1966; 8.04.1971; 7.12.1973; 12.10.1979).
- Орден «Знак Почёта» (31.10.1957).
- Медали.
- Ленинская премия (1963).
- Почётный гражданин города Краснодар (1979)[5].

## Сочинения
Опубликовано около 150 научных работ, включая 8 книг и брошюр, среди них:
- Возделывание кукурузы на Кубани (в соавторстве с В. П. Гавриловым). 2-е изд., доп. и перераб. Краснодар, 1956.